# Crayon Shin-chan: arashi o yobu appare! Sengoku dai kassen
Série Shin-chan
Crayon Shin-chan: Arashi o yobu: Mōretsu! Otona teikoku no gyakushū
(2001) Crayon Shin-chan: Arashi o yobu: Eikō no yakiniku rōdo
(2003)
Pour plus de détails, voir Fiche technique et Distribution.
Crayon Shin-chan: arashi o yobu appare! Sengoku dai kassen (クレヨンしんちゃん 嵐を呼ぶ アッパレ!戦国大合戦, Kureyon Shinchan: Arashi o Yobu: Appare! Sengoku Daikassen) est un film d'animation datant de 2002. Il s'agit du 10ème film tiré du manga d'humour Crayon Shin-chan et est sorti au cinéma le 20 avril 2002 au Japon. Il s'agit du dernier opus de la série à être animé par celluloïd et à être écrit et dirigé par Keiichi Hara, l'animateur et réalisateur récurrent de la saga depuis ses débuts.
Le long métrage a été produit par Shin-Ei Animation, le studio habituellement en charge de la série animé destiné à la télévision. Il ne fut projeté aux États-Unis qu'à partir du 26 avril 2014 dans l'ambassade du Japon. Le titre diffusé en japonais avec des sous-titres anglais a été traduit pour l'occasion sous le nom Crayon Shin Chan: Bravo! Samurai Battle!. À l'occasion de la sortie du film en VCD et DVD par PMP Entertainment une nouvelle traduction du titre fut proposée : Crayon Shinchan The Movie: Battle in the Daimyo Era. Le titre finalement retenu et admis est une traduction plus littérale du titre japonais : Crayon Shin-chan: Fierceness That Invites Storm! The Battle of the Warring States.
Un film japonais en prise de vue réelle a également été réalisé en 2009 sous le nom de Ballad (BALLAD 名もなき恋のうた).